# Tucker (luchador estadounidense)
Levi Rolla Cooper (nació el 24 de julio de 1990) es un luchador profesional estadounidense, conocido por su trabajo en la WWE, bajo el nombre de Tucker.

## Primeros años
Cooper asistió a la escuela secundaria de North Marion en (Aurora, Oregón) en donde él era un luchador aficionado. Él luchó en el nivel colegial para la universidad de estado de Portland, la universidad de estado de California, y la universidad de estado de Arizona, y colocó de octavo en los campeonatos de lucha libre de la NCAA en 2011, ganándole el estado de All American.

## Carrera de lucha libre profesional

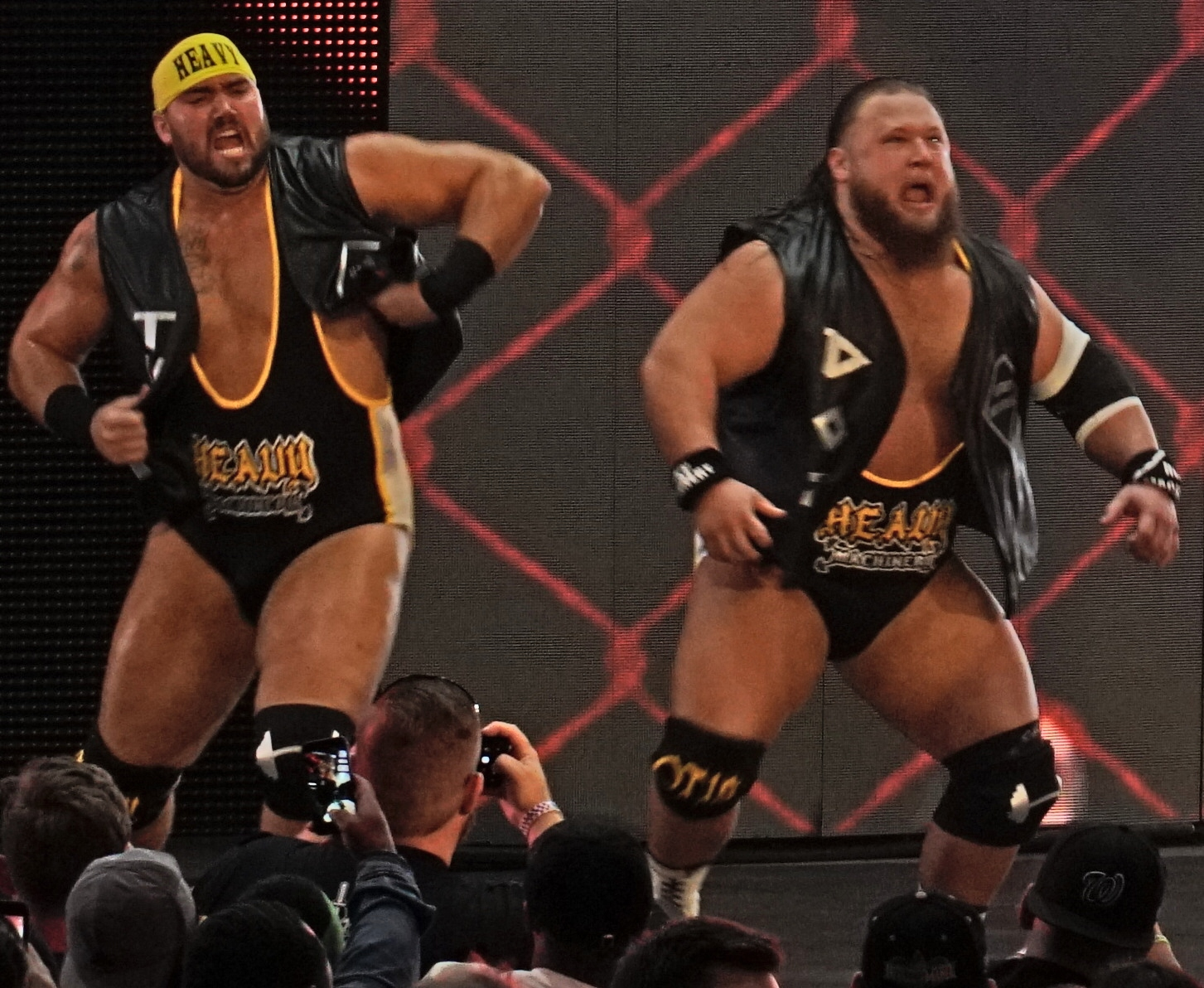
Otis Dozovic (derecha) y Tucker Knight (izquierda) en NXT TakeOver: Nueva Orleans en abril de 2018.

### WWE (2013-2021)

#### NXT (2013-2018)
Cooper se unió a la WWE después de graduarse de la universidad en 2013. Donde fue asignado al WWE Performance Center para entrenar y convertirse en luchador profesional, llamándose Tucker Knight.
Knight hizo su debut de lucha libre profesional en un evento en vivo de WWE NXT en Starke, Florida, el 24 de enero de 2015, frente a Tye Dillinger. Hizo su debut televisivo el 1 de julio de 2015 en el episodio de NXT, trabajando como un Jobber perdiendo ante Baron Corbin. Continuó haciendo apariciones esporádicas televisadas como un talento del realce durante el resto de 2015 y el comienzo de 2016. 
En julio de 2016 Tucker Knight formó un equipo con Otis Dozovic € llamado Heavy Machinery, para participar en el torneo Dusty Rhodes Tag Team Classic 2016 perdiendo en la primera ronda ante el equipo de  Austin Aries y Roderick Strong.
El dúo volvió y tuvo su primera victoria televisada el 29 de marzo de 2017 en el episodio de NXT, al derrotar al equipo de Mike Marshall y Jonathan Ortagun.

#### 2018-2021
El 17 de diciembre de 2018 en el episodio de Raw, Knight junto con Otis Dozovic fueron anunciados como una de las seis superestrellas de NXT que están a punto de ser trasladadas a la lista principal para "sacudir las cosas". Durante el 2019 se les veía en cameos con su compañero Otis Dozovic. Hasta que el 16 de abril se anunció que serían luchadores activos de SmackDown.
En el Kick-Off de Wrestlemania 35, participó en The André the Giant Memorial Battle Royal, eliminando a Viktor, sin embargo fue eliminado por Braun Strowman. En Super ShowDown, participó en la 51-Man Battle Royal Match, eliminando a Curtis Axel y a Oney Lorcan, sin embargo, fue eliminado por Akam & Rezar. En Stomping Grounds, junto a Otis se enfrentaron a Daniel Bryan & Rowan por los Campeonato en Parejas de SmackDown!, sin embargo perdieron. En Extreme Rules, junto a Otis se enfrentaron a Daniel Bryan & Rowan y a The New Day(Big E & Xavier Woods) en una Triple Threat Tag Team Match por los Campeonato en Parejas de SmackDown!, sin embargo perdieron. En el Raw del 26 de agosto, junto a Otis se enfrentaron a The B-Team(Bo Dallas & Curtis Axel), The O.C.(Karl Anderson & Luke Gallows), Lucha House Party(Lince Dorado & Gran Metalik), The Revival(Dash Wilder & Scott Dawson), Curt Hawkins & Zack Ryder y a Dolph Ziggler & Robert Roode en un 8-Tag Team Turmoil Match por una oportunidad a los Campeonato en Parejas de Raw de Seth Rollins & Braun Strowman en Clash Of Champions, entrando de #6, sin embargo fueron eliminados por Ziggler & Roode. En el Raw Season Premiere! del 30 de septiembre, junto a Otis se enfrentaron a Dolph Ziggler & Robert Roode por los Campeonato en Parejas de Raw, sin embargo perdieron. En el SmackDown! del 18 de octubre, junto a Otis & The New Day (Big E & Xavier Woods) derrotaron a The Revival (Scott Dawson & Dash Wilder), Dolph Ziggler & Robert Roode. En Crown Jewel, junto a Otis se enfrentaron a The Viking Raiders (Erik e Ivar), The New Day (Big E & Kofi Kingston), The O.C. (Luke Gallows & Karl Anderson), Lucha House Party (Lince Dorado & Gran Metalik) (con Kalisto), Curt Hawkins & Zack Ryder, The Revival (Scott Dawson & Dash Wilder), Dolph Ziggler & Robert Roode y The B-Team (Curtis Axel & Bo Dallas) en un Tag Team Turmoil Match por la Copa Mundial de la WWE, entrando de #4, eliminando a Ziggler & Roode, sin embargo fueron eliminados por The New Day. En el Kick-Off de Survivor Series, junto a Otis formaron parte del Team SmackDown! se enfrentaron a Dolph Ziggler & Robert Roode, The Street Profits(Angelo Dawkins & Montez Ford), The Forgotten Sons (Steve Cutler & Wesley Blake) (con Jaxson Ryker), Lucha House Party (Gran Metalik & Lince Dorado), Curt Hawkins & Zack Ryder, Imperium (Fabian Aichner & Marcel Barthel) (con WALTER), Breezango (Fandango & Tyler Breeze), The Revival (Dash Wilder & Scott Dawson) y The O.C. (Luke Gallows & Karl Anderson) en un Interbrand Tag Team Battle Royal Match, sin embargo fueron eliminados. En el SmackDown! del 6 de diciembre, junto a Otis se enfrentaron a The Revival (Dash Wilder & Scott Dawson), Lucha House Party (Gran Metalik & Lince Dorado), Mustafa Ali & Shorty G en una Fatal-4 Way Elimination Tag Team Match por una oportunidad a los Campeonato en Parejas de SmackDown! de The New Day (Big E & Kofi Kingston) en T.L.C, sin embargo perdieron, la siguiente semana en SmackDown!, junto a Otis derrotaron a Cesaro & Shinsuke Nakamura y la siguiente semana en SmackDown!, junto a Otis derrotaron a The Revival (Dash Wilder & Scott Dawson) en un Miracle on 34th Street Fight Match.
Empezando el 2020, ayudaría a su amigo Otis a conquistar a Mandy Rose, dándole consejos de como ser un caballeroso, limpio y como tener etiqueta, en el SmackDown! del 31 de enero, junto a Otis se enfrentaron a The Revival (Dash Wilder & Scott Dawson), Lucha House Party (Gran Metalik & Lince Dorado), John Morrison & The Miz en una Fatal-4 Way Tag Team Match por una oportunidad a los Campeonato en Parejas de SmackDown! de The New Day (Big E & Kofi Kingston) en Super ShowDown, sin embargo perdieron.
En el Raw del 9 de noviembre, se enfrentó a R-Truth, Akira Tozawa, Drew Gulak, Erik, Gran Metalik y a Lince Dorado en un 7-Way Match por el Campeonato 24/7 de la WWE, sin embargo perdió, después del combate, cubrió a Gulak con un «Small-Package» y ganó el Campeonato 24/7 de la WWE por primera vez, siendo su primera victoria y primer título en solitario, sin embargo fue derrotado por Drew Gulak con un «Small Package» perdiendo el Campeonato 24/7 de la WWE en 8 segundos de reinado, pero lo revitió en otro Small Package, ganando por segunda vez el Campeonato 24/7, sin embargo fue derrotado por Gran Metalik después de que le aplicará un Diving Elbow Drop, posteriormente persiguió a R-Truth para intentar ganar el Campeonato 24/7 de la WWE.
En el SmackDown! WrestleMania Edition, participó en el André the Giant Memorial Battle Royal, sin embargo fue eliminado por Cedric Alexander & Shelton Benjamin. 
Tuvo su última aparición en la Noche 1 de WrestleMania 37 cuando Vince McMahon dio la bienvenida al público, ya que por una nueva ola de despidos suscitada en la WWE por las perdidas económicas provocada por la Pandemia por COVID-19, fue despedido el 15 de abril, por la empresa.

## En lucha
- Movimientos final
  - Project Mayhem
- Apodos
  - "Tuck Shop"
  - "Tucker Biscuit"
  - "Bull-Fit"
  - "Muckle Kite"

## Campeonatos y logros
- WWE
  - WWE 24/7 Championship (2 veces)

- Pro Wrestling Illustrated
  - Situado en el puesto N.º 185 de los 500 mejores luchadores individuales en el PWI 500 en 2019[16]